# 고려이주개발공사
고려이주개발공사(또는 고려이주공사, 영어: CORYO Emigration Corporation)는 대한민국의 해외 이주 알선 기업이며, 서울특별시 강남구 테헤란로 108 테헤란빌딩 9층에 위치하고 있다.

## 역사
1991년 New Horizon Consulting Ltd.로 시작하였으며 1996년 6월 1일 현재의 (주)고려이주개발공사로 법인을 변경하며 대한민국 외교부에 정식 인허가를 받았다.

## 연혁
- 1991년: New Horizon Consulting Ltd. 설립
- 1996년: ㈜고려이주개발공사 법인 변경
- 2001년: 미국/캐나다 벤쿠버 현지 법인 설립

	호주/뉴질랜드 현지 법인 설립
- 2002년: 토론토 지사 설립

	중국, 인도, 브라질, 남미국가 동구국가의 이민 및 투자업무 시작
- 2004년: 고려이주개발공사 본사 확장 이전

	CSIC(캐나다 이민 컨설팅 협회) 등록 
- 2005년: 미국 시애틀, 스포케인 해외 법인 설립
- 2010년: 한국경제신문 이민유학 부문 ‘파워브랜드’ 선정

스포츠서울 이민부문 ‘소비자 경영대상’ 수상
- 2011년: 머니투데이 이민/이주 부문 소비자 선정 ‘브랜드 대상’ 수상

스포츠서울 이민/이주 부문 2년 연속 ‘소비자 경영대상’ 수상
	캐나다 인력교류 협의회 '추천' 이민업체 선정
	서울지방고용노동청 국외직업소개사업 등록
- 2012년: KBS TV 가이드 우수기업 선정
- 2013년: Korea-Canada Society (KCS) - 한국캐나다협회 이사직 취임